# Bihat
Bihat fou un petit estat tributari protegit de l'agència del Bundelkhand (abans Agència de l'Índia Central) amb una superfície de 39 km² i una població el 1881 de 4.704 habitants i el 1901 de 3.984. La capital era Bihat a la riba oriental del Dhasan. El jagirdar era un bundela hindú que disposava d'un exèrcit de 125 soldats. Estava situat entre el districte de Jhansi i districte d'Hamirpur. El jagir el va rebre el primer titular, Diwan Arpabal Singh, per cessió de set pobles feta per Hirde Sah, raja i fill del maharajà Chhatarsal de Panna el 1807; la concessió es va mantenir sota Ali Bahadur de Banda. Quan es va establir el domini britànic Diwan Aparbal Singh estava en possessió de set pobles i Diwan Chhatri Singh dominava Lohargaon (que després va formar el vuitè poble de l'estat). Un sanad reeconeixent la possessió li fou conedit el 1862 amb dret d'adopció. El 1872 va pujar al tron Rao Mahum Singh. El seu fill el va succeir en data desconeguda, fins a la seva mort el 1908; llavors va pujar al tron Bir Singh Ju Deo.